# This Is My Life (cântec de Anna Bergendahl)
„This Is My Life” (en.: Aceasta este viața mea) este un cântec compus de Bobby Lunggren și Kristian Lagerström și interpretat de Anna Bergendahl. A reprezentat Suedia la Concursul Muzical Eurovision 2010. Cântecul a câștigat competiția Melodifestivalen 2010 pe 13 martie 2010.